# Brian Levinson
Pour les articles homonymes, voir Levinson.
Brian Matthew Levinson est un acteur américain né le 27 octobre 1982 dans le comté de Los Angeles.

## Filmographie
Cinéma
- 1990 : Predator 2 de Stephen Hopkins :  Brian
- 1994 : Father and Scout : Brent
- 1996 : Matilda : Michael
- 1996 : Baby Face Nelson : Joey jeune

Télévision
- 1993 : Le Prince de Bel-Air : Michael
- 1994 : Duo d'enfer (Hardball) : un enfant
- 1995 : Roseanne